# Дюпигайм
Дюпига́йм (фр. Duppigheim) — коммуна на северо-востоке Франции в регионе Гранд-Эст (бывший Эльзас — Шампань — Арденны — Лотарингия), департамент Нижний Рейн, округ Мольсем, кантон Мольсем. До марта 2015 года коммуна административно входила в состав упразднённого кантона Гайспольсайм (округ Страсбур-Кампань).
Площадь коммуны — 7,38 км², население — 1552 человека (2006) с тенденцией к росту: 1570 человек (2013), плотность населения — 212,7 чел/км².

## Население
Население коммуны в 2011 году составляло 1555 человек, в 2012 году — 1563 человека, а в 2013-м — 1570 человек.
| 1962 | 1968 | 1975 | 1982 | 1990 | 1999 | 2006 | 2008 | 2011 | 2012 | 2013 |
| ---- | ---- | ---- | ---- | ---- | ---- | ---- | ---- | ---- | ---- | ---- |
| 917  | 973  | 1776 | 1927 | 1357 | 1494 | 1552 | 1568 | 1555 | 1563 | 1570 |

Динамика населения:

## Экономика
В 2010 году из 1049 человек трудоспособного возраста (от 15 до 64 лет) 778 были экономически активными, 271 — неактивными (показатель активности 74,2 %, в 1999 году — 74,2 %). Из 778 активных трудоспособных жителей работали 744 человека (389 мужчин и 355 женщин), 34 числились безработными (19 мужчин и 15 женщин). Среди 271 трудоспособных неактивных граждан 74 были учениками либо студентами, 145 — пенсионерами, а ещё 52 — были неактивны в силу других причин.

## Достопримечательности (фотогалерея)

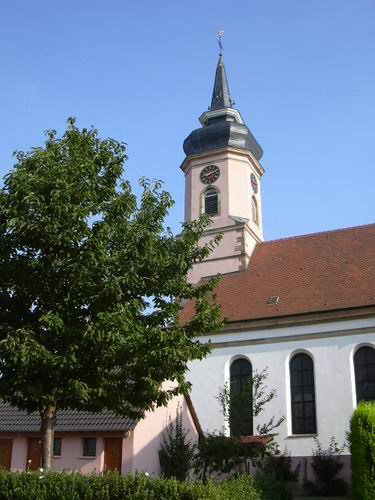
Церковь
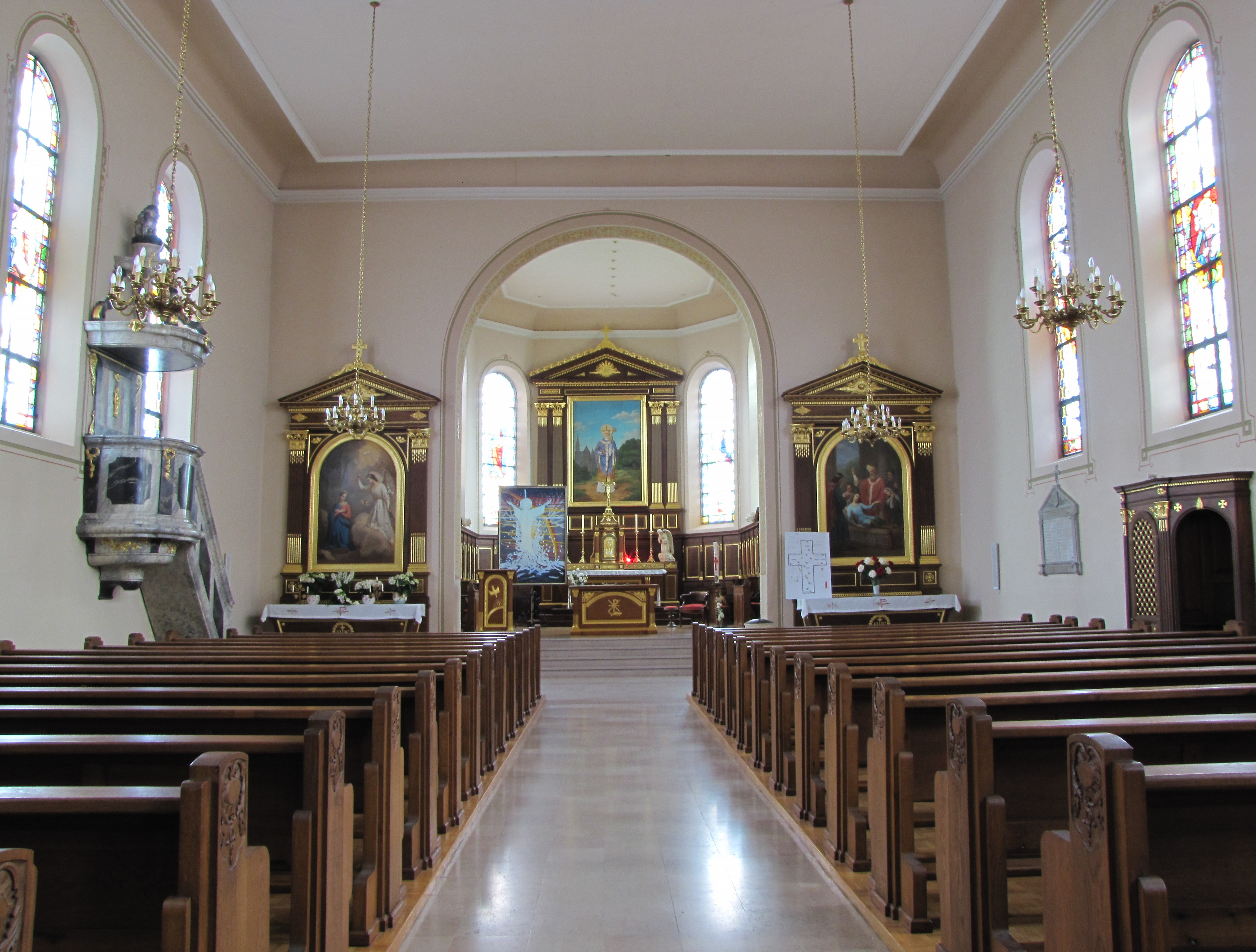
Интерьер
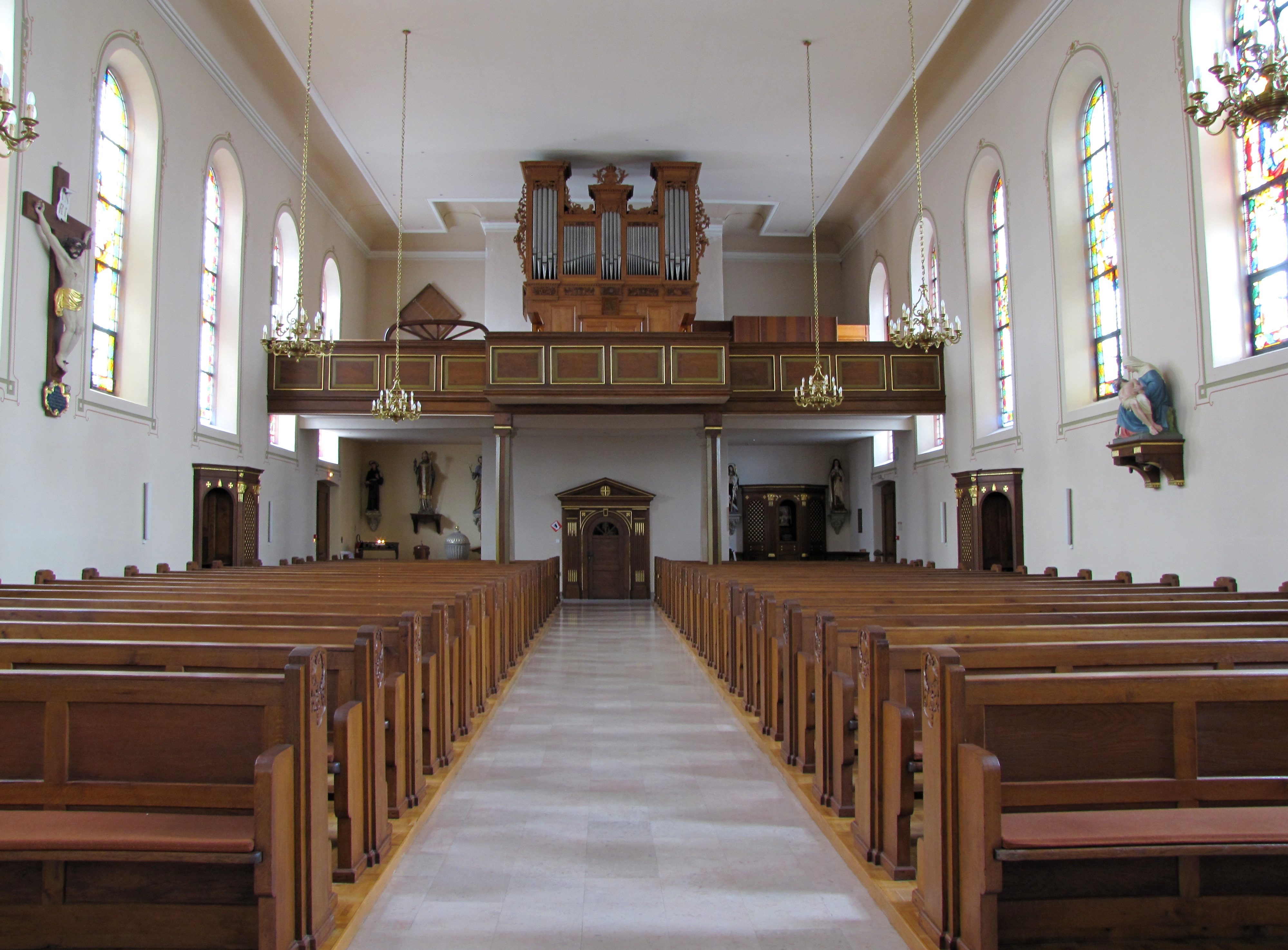
Орган